# متلازمة مارسيلي
متلازمة مارسيلي هي اضطراب وراثي نادر جدًا يتميز بأعراض تشبه أعراض عدم الحساسية الخلقية للألم مع عدم التعرق. يمكن أن تؤدي هذه الحالة إلى الموت إذا لم تُشخص أو لم تعالج.

## العلامات والأعراض
المصابون بهذه الحالة فاقدون للإحساس بالألم منذ الولادة، وقدرتهم على الإحساس بالحرارة متدنية، ولديهم نقص في التعرق أو غياب كامل له ما يجعلهم غير قادرين على تنظيم حرارة أجسادهم. وعلى الرغم من كون هذه الأعراض متوافقة مع أعراض عدم الحساسية الخلقية للألم مع عدم التعرق، توجد أعراض أخرى لا تناسب معايير تشخيص عدم الحساسية للألم الخلقية مع عدم التعرق، تشمل هذه الأعراض: إمكانية الإحساس بالصداع أحيانًا، وإمكانية الشعور باللمس اللطيف، والإحساس بألم الولادة لدى النساء، والاحتفاظ بحس الشم، إذ يكون المصابون قادرين على الشم على نحو طبيعي. من الموجودات الأخرى ضعف المنعكس القرني.

## المضاعفات
تكثر الإصابات بالكسور والرضوض والحروق بالإضافة إلى المشكلات الطبية الأخطر مثل التهاب الزائدة والنزف الداخلي لدى هؤلاء الأفراد، لأنهم لا يستطيعون الإحساس بالألم وبالتالي لا يمكنهم إدراك الإصابات والأمراض التي يتعرضون لها، ويستثنى من ذلك إصابات الرأس والمعدة.

## طريقة الوراثة
بخلاف حالتي عدم الحساسية الخلقية للألم مع عدم التعرق وعدم الحساسية الخلقية للألم اللتين تتبعان نمط الوراثة المتنحي، تكون هذه الإصابة موروثة وراثةً سائدة. وبالتالي فإن هذه الحالة تنتقل بالوراثة. كل الحالات العائلية لمرض سائد وراثيًا يمكن إرجاعها إلى سلف وحيد تعرض إلى طفرة عفوية لم تكن موجودة لدى أبويه أو أي من أفراد عائلته.
الوراثة الجسمية المتنحية تعني أن الشخص المصاب بالسمة أو الاضطراب أخذ أليلًا طافرًا من أبويه كلاهما. وإذا حمل الأبوان كلاهما أليلًا طافرًا فإن احتمال ظهور المرض بين الأبناء هو 1 من أصل 4.
في الوراثة الجسدية السائدة، يكفي أن يحمل الفرد أليلًا واحدًا مصابًا من أحد أبويه كي يصاب بالمرض/الاضطراب. ورغم أن هذه الإصابة تورث، فإنها قد تحدث عفويًا، ولأنها سائدة سيظهر المرض. في الحالات العائلية، إذا كان أحد الوالدين مصابًا، فإن احتمال الإصابة بالمرض بين أبنائه هو 1 من 2.

## الأسباب
في عائلة إيطالية جرى تتبعها في ثلاثة أجيال، وُجد أن الحالة نتجت عن منطقة وراثية جسدية سائدة تحمل طفرة مغلطة في الجين ZFHX2 على الصبغي 14.

## التدبير
كما هي الحال في عدم الحساسية الخلقيى للألم مع عدم التعرق وعدم الحساسية الخلقية للألم، لا يوجد تدبير علاجي متفق عليه للتعامل مع هذه الحالة، ولكن الأسلوب المتبع هو تفقد الفرد المصاب بهذه الحالة على نحو متكرر، كل ساعة مثلًا، بحثًا عن إصابات أو أذيات، وفي حال وجود أذيات، يُجرى التحري من خلال الصور الشعاعية البسيطة والطبقي المحوسب والرنين المغناطيسي.

## الوبائيات
هذه الحالة نادرة للغاية، ووفقًا لقاعدة بيانات الوراثة المندلية البشرية عبر الإنترنت، وصفت 17 حالة فقط ضمن 4 عائلات في العالم.

## حالات
تضم القائمة التالية مجموعة من حالات الإصابة بمتلازمة مارسيلي مسجلة في الأدب الطبي:
- 1960: وصف إرفن وسترنباخ 6 أفراد من جيلين في عائلة واحدة، كانوا مصابين بانعدام الحساسية الخلقية للألم مع نمط وراثي سائد.[4]
- 1974: وصف كومينغز وأمرومين ثلاثة أفراد من جيلين في عائلة واحدة، وكان المصابون أمًا وابنها وابنتها ظهرت عليهم أعراض مميزة لمتلازمة مارسيلي، ومن المحتمل وجود مصابين بالحالة بين أفراد الجيل الأسبق (الأجداد).[5]